# Amsterdamsche Football Club Ajax
|  | No s'ha de confondre amb Amsterdamsche Football Club. |

L'Amsterdamsche Football Club Ajax, també conegut com a AFC Ajax, Ajax d'Amsterdam, o simplement Ajax, és un equip de futbol neerlandès de la ciutat d'Amsterdam. Es fundà l'any 1900 i juga a l'Eredivisie, la primera divisió dels Països Baixos. És un dels equips més importants del país, juntament amb el Feyenoord de Rotterdam i el PSV Eindhoven.

## Història
El club va ser fundat a Amsterdam el 18 de març de 1900 per Floris Stempel, Carel Reeser i els germans Han i Johan Dade. Al principi, l'Ajax va jugar amb uniforme totalment negre amb una banda vermella al voltant de la cintura dels jugadors, però aquest uniforme aviat va ser substituït per una camisa de ratlles blanques i vermelles, ja que la bandera de la ciutat era de color blanc, vermell i negre. No obstant això, quan el club va ser admès a la primera divisió del futbol dels Països Baixos, el club va ser obligat a canviar de colors, ja que l'Sparta de Rotterdam tenia el mateix uniforme i, d'acord amb les lleis esportives, el club debutant havia de canviar d'uniforme si hi havia uniformes idèntics. Inspirats en l'Arsenal FC, l'Ajax, va optar per la camisa blanca amb una banda ampla vertical de color vermell, la qual segueix fent servir en l'actualitat.
La gran època de l'Ajax va ser la dècada dels 70, quan va guanyar la Copa d'Europa tres anys consecutius (1971, 1972 i 1973), a més d'alguns títols nacionals. Les causes del seu èxit es van basar en la disciplina del tècnic neerlandès Rinus Michels i la genialitat del futbolista Johan Cruyff, juntament amb jugadors com Johan Neeskens o Ruud Krol.

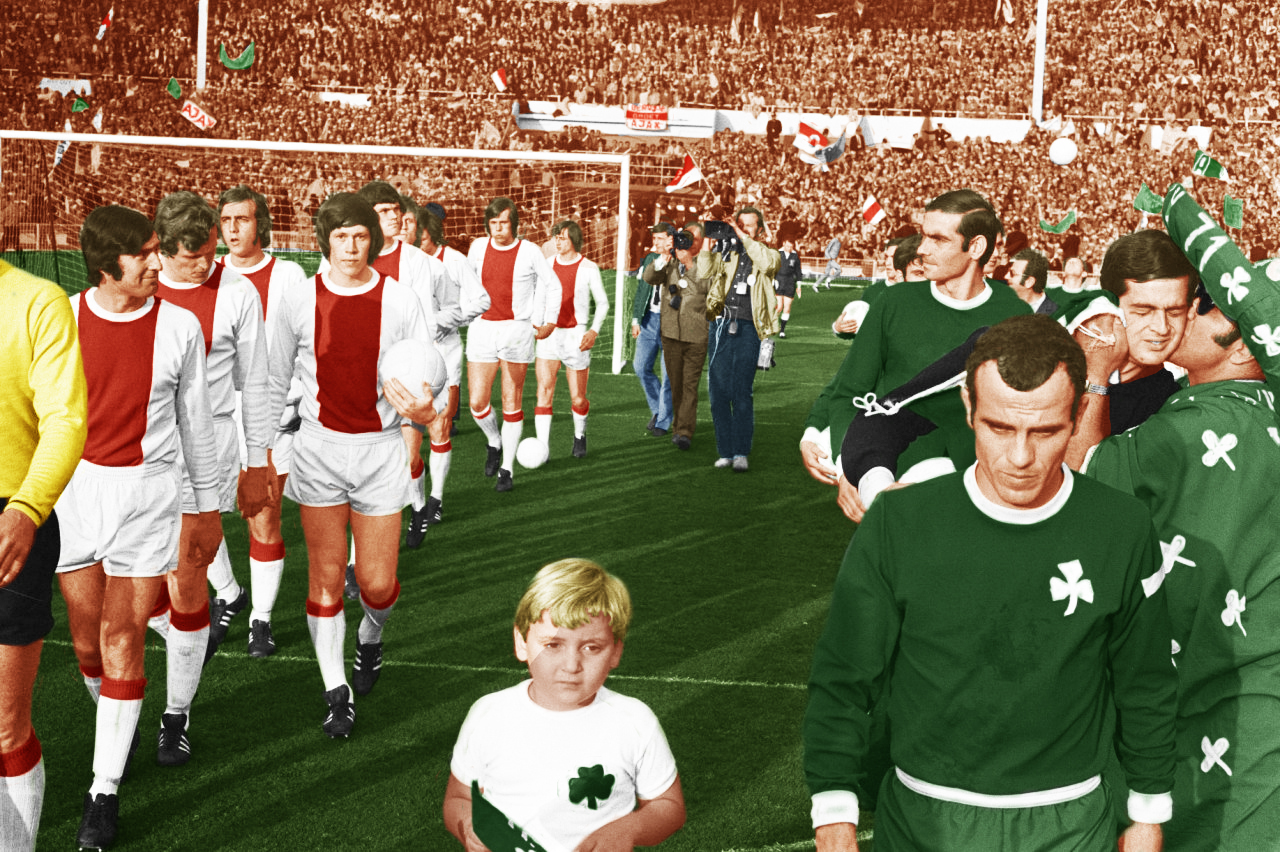
Copa d'Europa de futbol 1970-71, partit Ajax - Panathinaikos FC.

A partir de la dècada dels 60 l'equip d'Amsterdam havia desenvolupat el concepte del futbol total, acabant així amb la divisió del treball en defenses, mitjos i davanters. D'acord amb aquest sistema, els jugadors havien de participar en totes les accions del joc. El club també és famós pel seu programa de divisions inferiors, els quals han transcendit a tot Europa, sent el millor exemple d'això el club Ajax de Ciutat del Cap (Sud-àfrica) del qual han sortit grans jugadors per al futbol europeu, tals com Aaron Mokoena i Benny Mc Carthy.
El 1995, any que va guanyar la Lliga de Campions de la UEFA, l'Ajax era un equip que representava pràcticament la selecció dels Països Baixos, car tenia a la porteria a Edwin van der Sar; jugadors com Michael Reiziger o Frank de Boer a la defensa; en el mig camp a Ronald de Boer, Edgar Davids o Clarence Seedorf; mentre que Patrick Kluivert i Marc Overmars eren els atacants. També tenia grans estrangers, com el finlandès Jari Litmanen i els nigerians Nwankwo Kanu i Finidi George. Posteriorment els seus èxits han estat a nivell nacional: dues lligues (2002 i 2004) i dues copes (2002 i 2006).
Una curiositat dels seguidors de l'Ajax, és l'ús de l'estrella de David i de la bandera d'Israel, fent al·lusió a l'origen del club en un gueto de la ciutat d'Amsterdam. A l'anterior se li suma la presència de presidents i dirigents esportius d'origen jueu. D'aquí el club rep l'àlies de Jueus, o Fills de Déu.

### Inicis del club
El club va ser fundat el 18 de març de l'any 1900, per Floris Stempel, Carel Reeser i Johan Dade, i Stempel en fou el primer president. El 1911 va ser acceptat per a competir en la primera divisió, i el 1917 aconseguiria el seu primer títol en guanyar la copa neerlandesa quan va vèncer el PSV per cinc gols a zero. El 1918 va aconseguir guanyar la seva primera lliga, i a l'any següent tornaria a guanyar-la de forma invicta.
Després d'aquests èxits, el club va entrar en un període en el qual solament aconseguiria títols regionals. No seria sinó fins a la dècada dels anys 30 quan va tornar a guanyar altres cinc títols de lliga, abans de tornar a entrar en una altra etapa negra. En la dècada dels anys 40, guanyaria només una lliga (1943) i una copa (1947).
Amb l'arribada del futbol professional als Països Baixos, l'Ajax es va convertir en un dels integrants de la nova lliga anomenada Eredivisie, competició que ha jugat fins a l'actualitat des de 1956. El 1957 va aconseguir ser el nou campió nacional, sent a més el representant del seu país en la naixent Copa d'Europa (avui la Lliga de Campions). El seu debut en la competició internacional no va ser auspiciós. Va caure en quarts de final davant el Vasas hongarès per un global de 6-2. La professionalització del futbol neerlandès va portar a una hegemonia gairebé total de tres clubs, l'Ajax d'Amsterdam, el Feyenoord de Rotterdam i el PSV d'Eindhoven, que han guanyat 56 de les 61 edicions de la lliga professional, desplaçant totalment clubs tradicionals com l'Sparta de Rotterdam, el RAP Amsterdam i l'HVV Den Haag de La Haia.

### Domini nacional i els primers èxits internacionals
En els anys 60, el reeixit club tornaria a reeditar els èxits nacionals de la mà del tècnic Rinus Michels amb un jove Johan Cruyff com a jugador estrella de l'equip, i es convertiria en el club hegemònic del futbol neerlandès, convertint-se en el club més llorejat conjuntament amb el VV la Haia en obtenir el seu desè títol de lliga a inici de la dècada i després de sis anys sense títol de lliga, convertint-se des de 1966 fins avui en el club més llorejat de la lliga dels Països Baixos superant-lo en aconseguir el seu onzè títol, el primer d'un tricampionat de tres lligues (1966, 1967 i 1968) que va ser acompanyat d'una copa nacional (1967).
El 1962 l'Ajax va jugar la seva primera final internacional a nivell oficial i va guanyar el seu primer títol internacional en derrotar en la final 4-2 el Feyenoord en un clàssic internacional per la Copa Internacional de Futbol (predecessora de la Copa Intertoto de la UEFA), on van participar clubs de països d'Europa Central i Suècia, en la qual fins ara va ser l'única final internacional entre tots dos i l'única entre clubs neerlandesos. El 1969 l'Ajax va jugar la seva primera final europea en jugar la seva primera final per la Copa de Campions d'Europa on es va enfrontar a l'AC Milan de Nereo Rocco en el duel decisiu jugat a Madrid on cauria inapel·lablement per quatre gols a un.

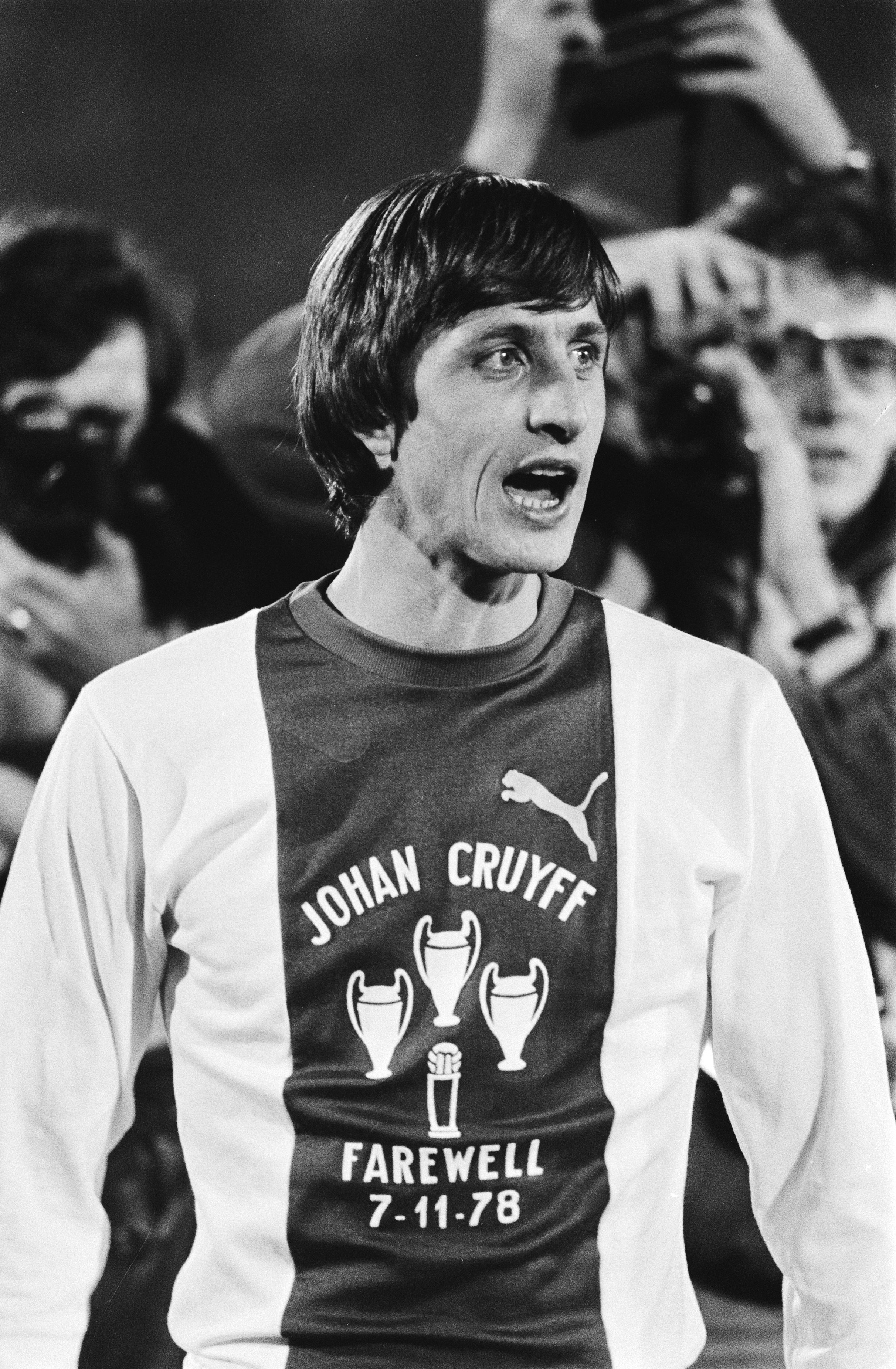
Johan Cruyff va ser l'impulsor dels èxits de l'equip a mitjan anys 60 fins a inicis dels anys 70.

Els inicis dels anys 70 es consideren els més reeixits en la història del club. Després de la consecució de la lliga l'any 1970 mentre el Feyenoord aconseguia la seva primera Copa de Campions i el primer títol en aquesta competició per al país, l'Ajax va aconseguir igualar i triplicar la proesa en guanyar tres copes europees consecutivament. Amb un grapat d'estrelles encapçalat per Johan Cruyff, Johan Neeskens, Ruud Krol, Johnny Rep, Piet Keizer, entre d'altres, i el romanès Ștefan Kovács com a nou entrenador, va aconseguir el 1971 la seva primera Copa en guanyar a Londres al Panathinaikos FC però en aquest mateix any es va decidir que l'Ajax no anava a disputar la Copa Intercontinental contra el Club Nacional de Football pel fet que en l'edició anterior d'aquest campionat es van donar diversos incidents violents entre el Feyenoord Rotterdam i Estudiantes de la Plata, per la qual cosa el Club Nacional de Football degué enfrontar-se al subcampió, el Panathinaikos FC. El 1972 va aconseguir un triplet en guanyar la lliga, la copa i el campionat europeu. En aquesta última instància es va imposar a l'Inter de Milà per 2-0 a Rotterdam i aquesta vegada va decidir competir enfront d'equips sud-americans pel que a la fi d'aquest any guanyaria la Copa Intercontinental en guanyar al club argentí CA Independiente d'Avellaneda. El 1973, l'equip va tornar a fer un doblet en aconseguir guanyar la lliga i la Copa d'Europa. En la final continental va derrotar a la Juventus, a la ciutat de Belgrad, amb el solitari punt de Johnny Rep. Així mateix, va ser el primer equip campió de la Supercopa d'Europa, havent guanyat la primera edició (no oficial) al Rangers de Glasgow el 1972 i la primera oficial el 1973 reeditant el duel amb l'AC Milan de Nereo Rocco, aquesta vegada guanyant contundentment en un global de 6 a 1, sent els dos rivals, els campions de l'extinta Recopa d'Europa, on participaven els equips campions de la copa nacional de cada país.
Aquell equip tricampió d'Europa va ser al costat del Feyenoord la base de la selecció neerlandesa denominada La Taronja Mecànica que va aconseguir dos subcampionats mundials consecutius en els Campionats Mundials FIFA de 1974 i 1978 i un tercer lloc en l'Eurocopa de 1976, sent tres equips que van revolucionar el futbol mundial amb la introducció i l'aplicació del Futbol total.

### Post-Europa i els anys 80
Després de la consecució de les copes europees, l'Ajax va entrar en una etapa de canvis. Johan Cruyff fitxa pel FC Barcelona, i el club no aconsegueix sobresortir a nivell internacional. Només destaca la consecució de dues lligues (1977 i 1979), una copa (1979) i les semifinals de la Copa d'Europa del curs 79-80, en la qual cauria enfront del campió d'aquest moment, el Nottingham Forest. No obstant això, en el planter destaca la presència d'un prolífic davanter anomenat Ruud Geels, que es consagraria com a golejador de la lliga en quatre temporades consecutives.

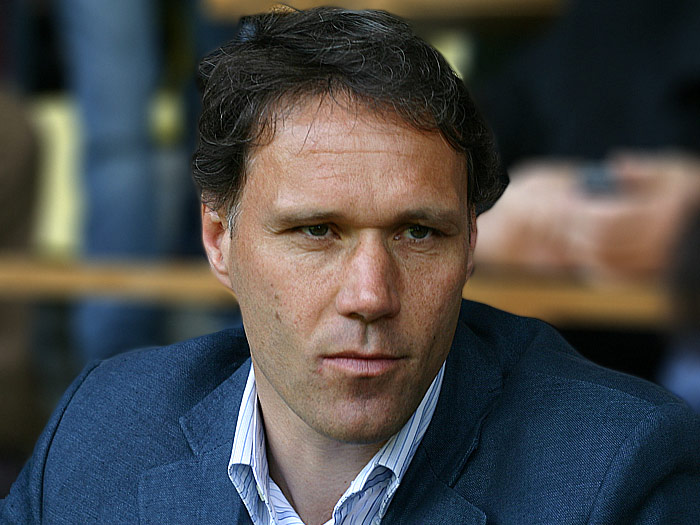
Marco van Basten, una altra important figura del club en els anys 80.

Des de 1982 fins a 1987, l'equip torna a entrar en una etapa d'èxits en aconseguir tres lligues, tres copes i la primera i única Recopa d'Europa, amb Cruyff en la banqueta i amb una generació de futbolistes joves que més tard farien el salt a la selecció nacional, com Marco van Basten, Frank Rijkaard, Dennis Bergkamp, John van 't Schip i uns altres.

### Nova generació i els últims èxits internacionals

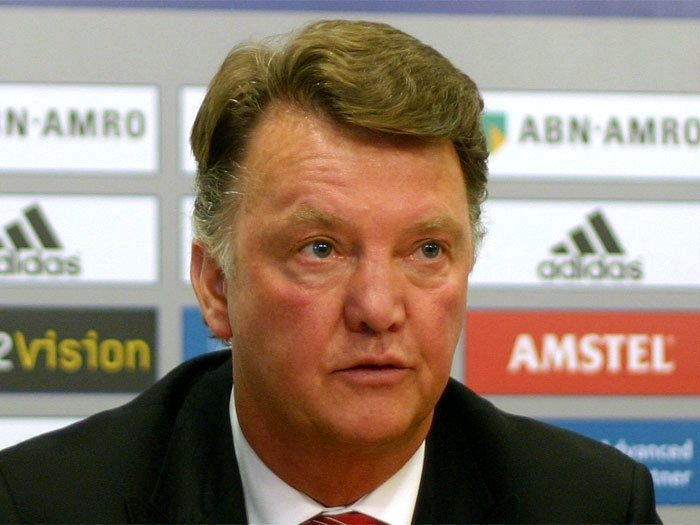
Louis van Gaal, l'entrenador que li donaria els últims èxits continentals a l'Ajax en els anys 90.

L'arribada dels anys 90 suposaria una etapa de canvis en l'equip. Primer va aconseguir una lliga el 1990 però no va tenir temporada internacional, ja que la UEFA no va autoritzar el club a jugar la Copa de Campions d'Europa 1990-91 a causa d'incidents comesos per la seva afició en un duel de la Copa UEFA contra l'Àustria Viena. El 1991 arriba al club Louis van Gaal, i amb ell van arribar els èxits. Va aconseguir el 1992 la Copa de la UEFA en imposar-se per marcador global al Torino (2-2 a Itàlia i un empat sense gols a Amsterdam) cosa que va convertir l'Ajax en un dels pocs clubs a guanyar les tres principals competicions europees. El 1993 guanyaria la copa local, mentre que el 1994 va tornar a guanyar una altra lliga.
El 1995 es consagraria per quarta vegada amb la Lliga de Campions en imposar-se a l'AC Milan de Fabio Capello, vigent campió, per 1-0, gràcies al gol d'un jove Patrick Kluivert. A més de l'anhelada Champions, l'equip va tornar a guanyar una lliga de forma invicta, va conquerir la supercopa neerlandesa, la d'Europa i la Copa Intercontinental, la segona de la seva història.
Però el club a més va viure una etapa en la qual es van descobrir nous talents, com el porter Edwin van der Sar, els defenses Michael Reiziger, els germans Frank i Ronald de Boer, els migcampistes Edgar Davids i Clarence Seedorf, i els davanters Marc Overmars i Dennis Bergkamp, a més del citat Kluivert. Altres jugadors importants van ser el finlandès Jari Litmanen i el nigerià Finidi George.

### De la Champions a l'actualitat
La segona meitat dels anys 90 es caracteritza per ser l'inici del declivi de l'equip. Malgrat guanyar la lliga l'any 1996, el club no va ser capaç de revalidar el títol europeu després de sucumbir en la final de Roma davant la Juventus en els tirs des del punt del penal. Fins a l'any 1999 el club va aconseguir una lliga (1998) i dues copes (1998 i 1999).
L'any 2000 seria l'any del centenari del club. Però desgraciadament aquest any seria un any per a l'oblit, on no ha aconseguit ni la lliga (acabaria en la cinquena posició), ni la copa (va caure eliminat en vuitens de final) i seria eliminat en tercera ronda de la Copa UEFA de forma sorprenent davant el RCD Mallorca.
Des de 2002 fins avui, l'Ajax ha aconseguit sis lligues (2002, 2004, 2011, 2012, 2013 i 2014), quatre copes (2002, 2006, 2007 i 2010) i cinc supercopes (2002, 2005, 2006, 2007 i 2013), a més d'haver arribat a quarts de final en la campanya 2002-03 de la Lliga de Campions; els vuitens de final en la 2005-06 i 2018-19 i la final de la Europa League el 2016-17, sent la seva primera final internacional en 21 anys i representat per un conjunt de joves talents. En el certamen -després de superar la fase de grup com a líder-, es va imposar respectivament al Legia Varsòvia, FC Copenhaguen, Schalke 04 i Olympique de Lió, abans de mesurar-se en la final al Manchester United FC. En aquesta final, l'equip anglès va guanyar per dos gols a zero.

## Símbols del club

### Escut

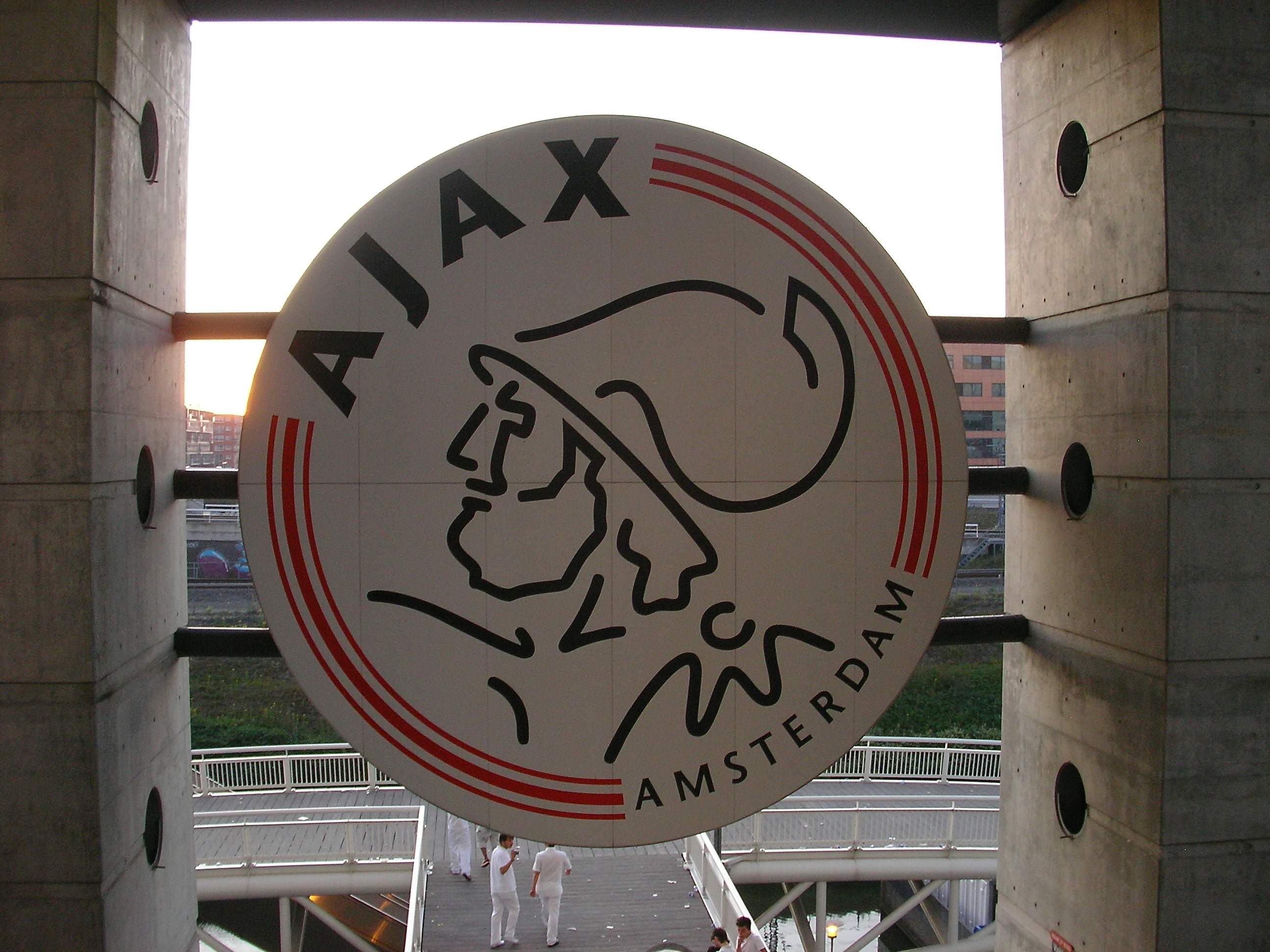
Escut del club a l'interior del Johan Cruyff Arena.

El 1900, quan el club va ser fundat, l'emblema de l'Ajax va ser només una silueta d'un jugador de futbol. El 1928, l'escut del club es va introduir amb el cap de l'heroi grec Àiax. El logo va ser canviat una vegada més el 1990 en una versió abstracta de l'anterior. L'últim logo conté el retrat de Àiax, però dibuixat amb només onze línies, que simbolitzen els onze jugadors d'un equip de futbol. Molts partidaris continuen considerant que el nou logotip és una ruptura de la tradició i símbol de la gestió moderna del club, que es veu com a freda i d'orientació monetària.

### Colors i uniforme
L'Ajax va jugar originalment en un uniforme totalment negre amb una banda vermella lligada al voltant de la cintura dels jugadors, però aquest uniforme aviat va ser substituït per una camisa a ratlles vermelles i negres amb pantalons negres. Vermell, negre i blanc són els tres colors de la bandera d'Amsterdam. No obstant això, quan sota la direcció de Jack Kirwan, el club va aconseguir l'ascens a la màxima categoria del futbol neerlandès per primera vegada el 1911 (posteriorment Eerste Klasse o, més tard dita Eredivisie), l'Ajax es va veure obligat a canviar els seus colors perquè el Sparta Rotterdam ja tenia exactament el mateix equipament. Els uniformes especials per als partits a domicili no existien en aquest moment i, d'acord amb els reglaments del futbol, els de més recent fundació havien de canviar els seus colors si dos equips de la mateixa lliga tenien uniformes idèntics. L'Ajax va optar per pantalons blancs i camisa blanca amb una franja ampla i vertical vermella sobre el pit i l'esquena, que, des de llavors, continua sent el tradicional uniforme de l'Ajax.
Les samarretes de l'Ajax han estat patrocinades per TDK, i per ABN AMRO des de 1991 fins a 2008. AEGON ha substituït a ABN AMRO com a patrocinador principal per un període de, almenys, set anys. L'1 d'abril de 2007, l'Ajax portava un patrocinador diferent per al partit contra el Hèracles Almelo: Florius, un programa de banc que acabava de llançar ABN AMRO i que volia que fora el patrocinador de la samarreta en un partit. Les últimes samarretes han estat fabricades per Umbro (1989-2000) i Adidas des de 2000.

## Jugadors

### Plantilla 2024-25
A 19 setembre 2024
| N. | Pos. | Nac. | Jugador                   |
| -- | ---- | --- | ------------------------- |
| 2  | DEF  | [[Fitxer:Flag of the Netherlands.svg\|23x15px\|border \|alt=Països Baixos\|link=Selecció de futbol dels Països Baixos\|{{#if:\|]] | Devyne Rensch             |
| 3  | DEF  | [[Fitxer:Flag of Denmark.svg\|23x15px\|border \|alt=Dinamarca\|link=Selecció de futbol de Dinamarca\|{{#if:\|]]                   | Anton Gaaei               |
| 4  | DEF  | [[Fitxer:Flag of the Netherlands.svg\|23x15px\|border \|alt=Països Baixos\|link=Selecció de futbol dels Països Baixos\|{{#if:\|]] | Jorrel Hato               |
| 5  | DEF  | [[Fitxer:Flag of the Netherlands.svg\|23x15px\|border \|alt=Països Baixos\|link=Selecció de futbol dels Països Baixos\|{{#if:\|]] | Owen Wijndal              |
| 6  | MIG  | [[Fitxer:Flag of England.svg\|23x15px\|border \|alt=Anglaterra\|link=Selecció de futbol d'Anglaterra\|{{#if:\|]]                  | Jordan Henderson (capità) |
| 8  | MIG  | [[Fitxer:Flag of the Netherlands.svg\|23x15px\|border \|alt=Països Baixos\|link=Selecció de futbol dels Països Baixos\|{{#if:\|]] | Kenneth Taylor            |
| 9  | DAV  | [[Fitxer:Flag of the Netherlands.svg\|23x15px\|border \|alt=Països Baixos\|link=Selecció de futbol dels Països Baixos\|{{#if:\|]] | Brian Brobbey             |
| 10 | DAV  | [[Fitxer:Flag of England.svg\|23x15px\|border \|alt=Anglaterra\|link=Selecció de futbol d'Anglaterra\|{{#if:\|]]                  | Chuba Akpom               |
| 11 | DAV  | [[Fitxer:Flag of Belgium (civil).svg\|23x15px\|border \|alt=Bèlgica\|link=Selecció de futbol de Bèlgica\|{{#if:\|]]               | Mika Godts                |
| 12 | POR  | [[Fitxer:Flag of the Netherlands.svg\|23x15px\|border \|alt=Països Baixos\|link=Selecció de futbol dels Països Baixos\|{{#if:\|]] | Jay Gorter                |
| 13 | DEF  | [[Fitxer:Flag of Turkey.svg\|23x15px\|border \|alt=Turquia\|link=Selecció de futbol de Turquia\|{{#if:\|]]                        | Ahmetcan Kaplan           |
| 15 | DEF  | [[Fitxer:Flag of the Netherlands.svg\|23x15px\|border \|alt=Països Baixos\|link=Selecció de futbol dels Països Baixos\|{{#if:\|]] | Youri Baas                |
| 16 | MIG  | [[Fitxer:Flag of Norway.svg\|23x15px\|border \|alt=Noruega\|link=Selecció de futbol de Noruega\|{{#if:\|]]                        | Sivert Mannsverk          |
| 18 | MIG  | [[Fitxer:Flag of the Netherlands.svg\|23x15px\|border \|alt=Països Baixos\|link=Selecció de futbol dels Països Baixos\|{{#if:\|]] | Davy Klaassen             |
| 19 | DAV  | [[Fitxer:Flag of the Netherlands.svg\|23x15px\|border \|alt=Països Baixos\|link=Selecció de futbol dels Països Baixos\|{{#if:\|]] | Julian Rijkhoff           |

| N. | Pos. | Nac. | Jugador                                   |
| -- | ---- | --- | ----------------------------------------- |
| 20 | DAV  | [[Fitxer:Flag of Burkina Faso.svg\|23x15px\|border \|alt=Burkina Faso\|link=Selecció de futbol de Burkina Faso\|{{#if:\|]]                           | Bertrand Traoré                           |
| 21 | MIG  | [[Fitxer:Flag of the Netherlands.svg\|23x15px\|border \|alt=Països Baixos\|link=Selecció de futbol dels Països Baixos\|{{#if:\|]]                    | Branco van den Boomen                     |
| 22 | POR  | [[Fitxer:Flag of the Netherlands.svg\|23x15px\|border \|alt=Països Baixos\|link=Selecció de futbol dels Països Baixos\|{{#if:\|]]                    | Remko Pasveer                             |
| 23 | MIG  | [[Fitxer:Flag of the Netherlands.svg\|23x15px\|border \|alt=Països Baixos\|link=Selecció de futbol dels Països Baixos\|{{#if:\|]]                    | Steven Berghuis (2n capità)               |
| 24 | DEF  | [[Fitxer:Flag of Italy.svg\|23x15px\|border \|alt=Itàlia\|link=Selecció de futbol d'Itàlia\|{{#if:\|]]                                               | Daniele Rugani (cedit per la Juventus FC) |
| 25 | DAV  | [[Fitxer:Flag of the Netherlands.svg\|23x15px\|border \|alt=Països Baixos\|link=Selecció de futbol dels Països Baixos\|{{#if:\|]]                    | Wout Weghorst                             |
| 27 | DAV  | [[Fitxer:Flag of the Netherlands.svg\|23x15px\|border \|alt=Països Baixos\|link=Selecció de futbol dels Països Baixos\|{{#if:\|]]                    | Amourricho van Axel Dongen                |
| 28 | MIG  | [[Fitxer:Flag of the Netherlands.svg\|23x15px\|border \|alt=Països Baixos\|link=Selecció de futbol dels Països Baixos\|{{#if:\|]]                    | Kian Fitz-Jim                             |
| 29 | DAV  | [[Fitxer:Flag of Denmark.svg\|23x15px\|border \|alt=Dinamarca\|link=Selecció de futbol de Dinamarca\|{{#if:\|]]                                      | Christian Rasmussen                       |
| 30 | DEF  | [[Fitxer:Flag of Argentina.svg\|23x15px\|border \|alt=Argentina\|link=Selecció de futbol de l'Argentina\|{{#if:\|]]                                  | Gastón Ávila                              |
| 33 | MIG  | [[Fitxer:Flag of Bosnia and Herzegovina.svg\|23x15px\|border \|alt=Bòsnia i Hercegovina\|link=Selecció de futbol de Bòsnia i Hercegovina\|{{#if:\|]] | Benjamin Tahirović                        |
| 36 | DEF  | [[Fitxer:Flag of the Netherlands.svg\|23x15px\|border \|alt=Països Baixos\|link=Selecció de futbol dels Països Baixos\|{{#if:\|]]                    | Dies Janse                                |
| 37 | DEF  | [[Fitxer:Flag of Croatia.svg\|23x15px\|border \|alt=Croàcia\|link=Selecció de futbol de Croàcia\|{{#if:\|]]                                          | Josip Šutalo                              |
| 38 | MIG  | [[Fitxer:Flag of Iceland.svg\|23x15px\|border \|alt=Islàndia\|link=Selecció de futbol d'Islàndia\|{{#if:\|]]                                         | Kristian Hlynsson                         |
| 40 | POR  | [[Fitxer:Flag of Germany.svg\|23x15px\|border \|alt=Alemanya\|link=Selecció de futbol d'Alemanya\|{{#if:\|]]                                         | Diant Ramaj                               |

### Jugadors destacats
| - Thomas Vermaelen - Jan Vertonghen - Marcio Santos - Albert Luque - Gabriel Garcia "Gabri" - Oleguer Presas - Christian Eriksen - Brian Laudrup - Michael Laudrup - Søren Lerby - Jesper Olsen - Jari Litmanen - Niklas Moisander - Velibor Vasović |  | - Tijani Babangida - Nwankwo Kanu - Dennis Bergkamp - Danny Blind - Johan Cruyff - Edgar Davids - Frank de Boer - Ronald de Boer - Arie Haan - Barry Hulshoff - Klaas-Jan Huntelaar - Piet Keizer - Wim Kieft - Patrick Kluivert |  | - Richard Knopper - Ronald Koeman - Ruud Krol - Rinus Michels - Gerrie Mühren - Johan Neeskens - Marc Overmars - Johnny Rep - Frank Rijkaard - Clarence Seedorf - Maarten Stekelenburg - Grégory Verhoeven - Sonny Silooy - Wim Suurbier |  | - Marco van Basten - Edwin van der Sar - Rafael van der Vaart - Piet van Reenen - Gerald Vanenburg - Richard Witschge - Rob Witschge - Jan Wouters - Cristian Chivu - Zlatan Ibrahimovic - Hatem Trabelsi - Luis Suárez |

## Entrenadors destacats
| - 2011-2016: Frank de Boer - 2006-2007: Henk ten Cate - 2005-2006: Danny Blind - 2001-2005: Ronald Koeman - 1999-2000: Jan Wouters - 1997-1999: Morten Olsen - 1991-1997: Louis van Gaal |  | - 1989-1991: Leo Beenhakker - 1985-1988: Johan Cruyff - 1979-1981: Leo Beenhakker - 1976-1978: Tomislav Ivić - 1975-1976: Rinus Michels - 1971-1973: Stefan Kovacs - 1965-1971: Rinus Michels |

## Palmarès

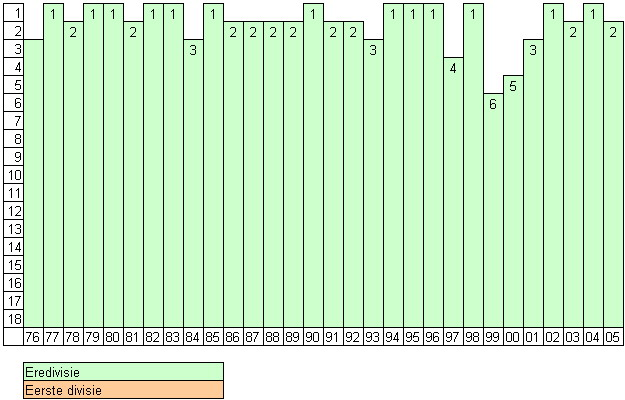
Gràfica Ajax 1976-2005

### Estatals
- Eredivisie: 36 (Campió de la lliga neerlandesa)
  - 1917-18, 1918-19, 1930-31, 1931-32, 1933-34, 1936-37, 1938-39, 1946-47, 1956-57, 1959-60, 1965-66, 1966-67, 1967-68, 1969-70, 1971-72, 1972-73, 1976-77, 1978-79, 1979-80, 1981-82, 1982-83, 1984-85, 1989-90, 1993-94, 1994-95, 1995-96, 1997-98, 2001-02, 2003-04, 2010-11, 2011-12, 2012-13, 2013-14, 2018-19, 2020-21 i 2021-22
  - Subcampió: (25 vegades) 1927-28, 1929-30, 1935-36, 1945-46, 1960-61, 1962-63, 1968-69, 1970-71, 1977-78, 1980-81, 1985-86, 1986-87, 1987-88, 1988-89, 1990-91, 1991-92, 2002-03, 2004-05, 2006-07, 2007-08, 2009-10, 2014-15, 2015-16, 2016-17, 2017-18
- Copa KNVB: 20 (Copa dels Països Baixos)
  - 1917, 1943, 1961, 1967, 1970, 1971, 1972, 1979, 1983, 1986, 1987, 1993, 1998, 1999, 2002, 2006, 2007, 2010, 2019, 2021
  - Finalista: (6 vegades) 1968, 1978, 1980, 1981, 2011, 2014
- Supercopa dels Països Baixos: 9
  - 1993, 1994, 1995, 2002, 2005, 2006, 2007, 2013, 2019
  - Finalista: (8 vegades) 1996, 1998, 1999, 2004, 2010, 2011, 2012, 2014

### Internacionals
- Copa Intercontinental: 2
  - 1972, 1995
- Lliga de Campions: 4
  - 1970-71, 1971-72, 1972-73, 1994-95
  - Finalista: (2 vegades) 1968-69, 1995-96
- Recopa d'Europa: 1
  - 1986-87
  - Finalista: (1 vegada) 1987-88
- Copa de la UEFA: 1
  - 1991-92
  - Finalista: (1 vegada) 2016-17
- Supercopa d'Europa: 2
  - 1972 (No oficial), 1973, 1995
  - Finalista: (1 vegada) 1987
- Copa Intertoto: 1
  - 1962